# اختصاصي صحة الأسنان
اِخْتِصاصِيُّ صِحَّةِ الأَسْنَان أو صائن الأسنان (بالإنجليزية: dental hygienist)‏ أو اختصاصي صحة الفم[بحاجة لمصدر] هو اختصاصي أسنان مرخص مسجل لدى جمعية طب الأسنان أو الهيئة التنظيمية داخل بلد الممارسة. قبل الانتهاء من الامتحانات السريرية والكتابية، يجب أن يكون اختصاصيو صحة الأسنان المسجلون حاصلين إما على درجة البكالوريوس أو الزمالة في صحة الأسنان من كلية أو جامعة معتمدة. بمجرد التسجيل، يصبح اختصاصيو الصحة متخصصين في الرعاية الصحية الأولية ويعملون بشكل مستقل، أو إلى جانب أطباء الأسنان وغيرهم من الاختصاصيين من أجل تقديم الرعاية الصحية الفموية الكاملة. يحصل اختصاصي صحة الأسنان على التدريب والتعليم الذي يركز ويخص الوقاية والعلاج للعديد من أمراض الفم.
يمتلك اختصاصيو صحة الأسنان نطاقًا محددًا من الإجراءات السريرية التي يقدمونها لمرضاهم. يتضمن النطاق تقييم حالة المريض من أجل تقديم خدمات وقائية وتعليمية خاصة به لتعزيز صحة الفم والحفاظ عليها. يتمثل الدور الرئيسي لاختصاصي صحة الأسنان في إجراء علاج اللثة الذي يشتمل على أمور مثل فحص اللثة وتنضيرها (التقليح وتنضير الجذر)، والوقاية (الوقاية من الأمراض اللثوية) أو إجراءات العناية باللثة عند المرضى الذين يعانون من أمراض اللثة. يساعد استخدام هذه الأساليب العلاجية المرضى في السيطرة على أمراض الفم، مع توفير خطط علاجية مخصصة تؤكد على أهمية التغيرات السلوكية. بعض اختصاصيي صحة الأسنان مرخصون من أجل إجراء التخدير الموضعي وإجراء التصوير الشعاعي للأسنان. يُعد اختصاصيو صحة الأسنان أيضًا المنفذ الرئيسي لفحص سرطان الفم وتعزيز طرق الوقاية منه. بالإضافة إلى هذه الإجراءات، يمكن لاختصاصيي الصحة أخذ صور شعاعية داخل الفم، وتطبيق المواد السادة للأسنان، وتطبيق الفلوريد الموضعي، وتوفير تعليمات نظافة الفم الخاصة للمريض.
يمتلك اختصاصيو صحة الأسنان مجموعة من خيارات العمل في مجال الأسنان، من الممارسات المستقلة أو الخاصة أو المتخصصة إلى القطاع العام. يعمل اختصاصيو صحة الأسنان جنبًا إلى جنب مع أطباء الأسنان ومعالجي الأسنان ومعالجي صحة الفم بالإضافة إلى أطباء الأسنان الآخرين. يهدف اختصاصيو صحة الأسنان إلى العمل بشكل احترافي من أجل تقديم رعاية شاملة لصحة الفم بما يفيد مصلحة مريضهم. يقدم اختصاصيو صحة الأسنان أيضًا الخبرة في مجالهم ويمكن أن يوفروا تشخيصًا لحالة الأسنان، وهو جزء لا يتجزأ من التشخيص الشامل للأسنان.

## الوصف والواجبات الوظيفية
يعمل طبيب الأسنان واختصاصي صحة الأسنان معًا من أجل تلبية احتياجات صحة الفم للمرضى. نظرًا إلى أن لكل بلد لوائح خاصة به فيما يتعلق بمسؤوليات اختصاصيي صحة الأسنان، يختلف نطاق الخدمات التي يؤديها الاختصاصيون. قد تشتمل بعض الخدمات التي يقدمها اختصاصيو صحة الأسنان على ما يلي:
- إجراءات فحص المرضى؛ مثل تقييم حالة صحة الفم ومراجعة التاريخ الصحي وفحص سرطان الفم وفحص الرأس والعنق وتعبئة استمارة تشخيص الأسنان وقياس ضغط الدم والنبض
- أخذ وتحميض الصور الشعاعية للأسنان (الأشعة السينية)
- إزالة القلح (الترسبات الجيرية الصلبة والناعمة) من جميع أسطح الأسنان
- وضع مواد وقائية على الأسنان (مثل المواد السادة والفلورايد)
- تعليم المرضى استراتيجيات وطرق تنظيف الفم المناسبة للحفاظ على صحته
- تقديم المشورة للمرضى حول التغذية الجيدة وتأثيرها على صحة الفم
- أخذ طبعات أسنان المرضى من أجل صنع قوالب الجبس (نماذج الأسنان التي يستخدمها أطباء الأسنان من أجل تقييم احتياجات علاج المرضى)
- أداء أنشطة التوثيق وإدارة العيادة [9]

### علاج اللثة
يحدث مرض اللثة بسبب غشاء من البكتيريا يسمى البلاك (اللويحة).
تتشكل اللويحة دائمًا وبشكل طبيعي على الأسنان، ولكن إذا لم تُنظف جيدًا، يمكن للبكتيريا الموجودة في اللويحة أن تسبب التهابًا لثويًا. عندما يحدث هذا، تبتعد اللثة عن الأسنان وتشكل مساحات تسمى جيوب. ثم تُحبس اللويحة في هذه الجيوب ولا يمكن إزالتها بالفرشاة العادية. يمكن أن يؤدي مرض اللثة غير المعالج إلى فقدان العظام والأسنان. إذا كانت الجيوب اللثوية عميقة جدًا، فإن التنظيف العميق (التقليح وتنضير الجذر) ضروري من أجل إزالة اللويحة الموجودة في هذه الجيوب.
التقليح وتنضير الجذر هو تنظيف دقيق لأسطح الجذر من أجل إزالة اللويحة والقلح من الجيوب اللثوية العميقة وتنعيم جذر الأسنان لإزالة البكتيريا. في بعض الأحيان، تتبع بعض العلاجات المساعدة التقليح والتنضير مثل المضادات الحيوية الموضعية، والمضادات الحيوية الجهازية، وإجراءات تعديل المضيف حسب الحاجة على أساس كل حالة على حدة.
يتفق معظم أطباء اللثة على عدم حاجة العديد من المرضى بعد التقليح وتنضير الجذر إلى أي علاج إضافي. ومع ذلك، يحتاج غالبية المرضى إلى مراجعات مستمرة من أجل الحفاظ على الصحة الفموية. تتضمن مرحلة المتابعة الدورية رعاية مستمرة على مستويات محددة للمريض.

## تاريخ صحة الأسنان
- في أواخر القرن التاسع عشر، شاعت طرق الوقاية من أمراض الأسنان بين أطباء الأسنان وممرضات الأسنان، إذ دُرب أطباء الأسنان على إجراء العلاج الوقائي الروتيني في مكافحة أمراض الأسنان. خلال تلك الفترة، أظهر د.د.سميث من فيلادلفيا الطرق الوقائية لزملائه والمرضى وقُبلت نظرياته بشكل متزايد.[12]
- في عام 1898، قدم سميث محاضرة عن نظامه للوقاية الفموية الدورية، الذي تطلب من المرضى إجراء زيارات منتظمة للعلاج الوقائي وجلسات تثقيفية حول الرعاية الفموية المنزلية.[12]
- في عام 1906، اهتم أحد أتباعه -ألفريد سي فونز- بشدة بنظريات سميث وبدأ في تدريب ابن عمه إيرين نيومان للعمل بصفة متدربًا، وتقليح وتلميع الأسنان وكذلك إعطاء التعليمات حول كيفية الحفاظ على نظافة أفواههم باستخدام إجرءات الرعاية المنزلية اليومية. ثم أصبح أول اختصاصي صحة أسنان معترف به.[12]
- في عام 1910، قدمت كلية أوهايو لجراحة الأسنان دورة رسمية لممرضات الأسنان. ومع ذلك، عارض أطباء الأسنان في أوهايو مدرسة التدريب الرسمية بشدة، ولم يُسمح أبدًا لأولئك الذين أكملوا الدورات الدراسية بالممارسة. سرعان ما توقفت الدورة في عام 1914 بسبب رد الفعل من مجتمع طب الأسنان.
- في عام 1913، ابتُكر مصطلح اختصاصي صحة الأسنان وبدأ ألفريد فونز أول مدرسة لاختصاصيي صحة الأسنان في ولاية كونيكتيكت.[12]
- 1914، تخرج أول اختصاصي صحة أسنان قانوني من برنامج صحة الأسنان الخاص بالدكتور فونز وسمح له قانونيًا بتقديم العلاج الوقائي للمرضى.[12]
- في عام 1915، عدلت كونيتيكت قانون ممارسة طب الأسنان لتشمل تنظيم اختصاصيي صحة الأسنان والدول الأخرى المتبعة تعديل لوائح صحة الأسنان التي تحدد نطاق ممارسة اختصاصي صحة الأسنان.[12]
- 1923، عقد الاجتماع الأول لجمعية صحة الأسنان الأمريكية.[12]
- 1939، كان هناك 8000 اختصاصي صحة أسنان في الولايات المتحدة.[13]
- 1950، اعتُرف بفرع صحة الأسنان في كندا، وأسست جامعة تورنتو أول برنامج لصحة الأسنان في البلاد.[14]
- 1965، تخرج أول ذكر جاك أوريو من جامعة نيومكسيكو.[13]
- 1965، كان يعمل أكثر من 15400 اختصاصي صحة أسنان في أمريكا.[12]
- عام 1974، وُظف اختصاصي صحة الأسنان من قبل حكومة نيوزيلندا لعلاج أفراد الجيش النيوزيلندي.[15]
- 1975، أُدخلت مهنة صحة الأسنان في أستراليا.[16]
- 1980، كان هناك 204 برنامج لصحة الأسنان في أمريكا.[17]
- 1988، احتفلت مجلة صحة الأسنان بـ75 عامًا من الالتزام بالرعاية.[18]
- 1994، سُمح لاختصاصي صحة الأسنان في نيوزيلندا بالعمل بشكل خاص أو عام.[15]
- 1998، وُجدت درجة البكالوريوس في صحة الفم في كوينزلاند في أستراليا تجمع بين تدريب اختصاصيي صحة الأسنان ومعالجي الأسنان، وخلق مهنة جديدة لاختصاصيي صحة الفم.[19]
- 2006، وُجد بكالوريوس علوم الصحة (صحة الفم) في جامعة أوكلاند للتكنولوجيا: 3 سنوات (درجة مزدوجة في صحة الأسنان وعلاج الأسنان).[15]

## التدريب

### أستراليا
يجب على اختصاصي صحة الأسنان في أستراليا أن يكون حاصلًا على شهادة برنامج صحة الأسنان مع الدبلوم المتقدم أو البكلوريوس من كليات صحة الأسنان المعتمدة من قبل المجلس الأسترالي لطب الأسنان(ADC)، كما يجب أن يُسجل في مجلس طب الأسنان الأسترالي قبل ممارسة عمله في أي ولاية من ولايات أستراليا.
يمارس اختصاصي صحة الأسنان عمله بصورة مستقلة عند حصوله على الرخصة دون الحاجة إلى تعيينه من قبل طبيب الأسنان على أن يتم عمله ضمن نطاق اختصاصه، وتقع عليه المسؤولية الطبية نفسها التي تقع على أطباء الأسنان ولديه تأمين تعويض مهني، يُشترط أن يكمل اختصاصي صحة الأسنان 60 ساعة من التدريب الإلزامي لمدة ثلاث سنوات حتى يحصل على الرخصة.
تعتبر درجة البكالوريوس في صحة الفم من أكثر الدرجات العلمية شيوعًا، ويُشترط على المتقدمين أن يكونوا حاصلين على درجة الثانوية العامة أو ما يعادلها ليتخرج منها الطلاب باسم معالجي صحة الأسنان أو اختصاصي صحة الأسنان. 

### كندا
يجب أن يكمل الراغبون في الحصول على لقب اختصاصي صحة الأسنان في كندا الدبلوم العالي الذي قد يستغرق من 19 شهرًا إلى 3 سنوات لإكماله بالإضافة إلى اجتيازهم لامتحان شهادة البورد الوطنية لصحة الأسنان بعد تخرجهم الذي يُجرى على ثلاث مراحل في السنة. تُمنح شهادة درجة البكالوريوس في صحة الأسنان في ثلاث جامعات: جامعة دالهوس وجامعة ألبرتا وجامعة كولومبيا البريطانية.
تعتبر مهنة صحة الأسنان مهنة محترمة وذات دخل جيد في مختلف أنحاء كندا وتتراوح الأجور الي يتقاضوها من 32 دولارًا في الساعة إلى 55 دولارًا في الساعة، لكن انخفضت هذه الأجور في الآونة الأخيرة نظرًا لزيادة أعداد الخريجين.

#### كولومبيا البريطانية
1995 - يجب أن يكون المريض خاضعًا لفحص يجريه طبيب الأسنان قبل أو خلال الـ 365 يومًا لكي يُسمح لاختصاصي صحة الأسنان بمعالجته.
2012 – عفي القانون الجديد من قاعدة الـ 365 يومًا إذا سجل اختصاصيي صحة الأسنان تسجيلًا كاملًا.

#### ألبرتا
2006 – يقدم اختصاصي صحة الأسنان خدماتهم في مراكز مستقلة دون الحاجة لطبيب أسنان.

#### مانيتوبا
2008 – لا يحتاج اختصاصيو صحة الأسنان إلى إشراف طبيب الأسنان إذا مارس الاختصاصي مهنته لأكثر من 3000 ساعة ولم تواجهه حالة طبية معقدة.

#### أونتاريو
2007 – يمكن لاختصاصي صحة الأسنان المسجل في أونتاريو أن يمارس المهنة بشكل مستقل إذا وافقت عليهم كلية صحة الأسنان في أونتاريو.

### الولايات المتحدة
يتخرج أخصائيو صحة الأسنان في الولايات المتحدة من برنامج صحة الأسنان مع إما درجة الزمالة أو درجة البكالوريوس أو درجة الماجستير من كلية صحة الأسنان المعتمدة من قبل جمعية طب الأسنان الأمريكية (ADA). كما يجب إكمال عامين من التدريب على الأقل واجتياز الامتحان السريري لغرض الحصول على رخصة ممارسة المهنة.
يستغرق العلوم في صحة الأسنان عادةً أربع سنوات، ويجب أن يكون المتقدمون حاصلين على شهادة المدرسة الثانوية أو ما يعادلها. أما مدة الدراسات العليا فهي سنتين وتُستكمل بعد الحصول على شهادة البكالوريوس.

## الرعاية المباشرة بالأسنان بواسطة اختصاصي صحة الأسنان
يعالج اختصاصيو صحة الأسنان مشاكل نظافة الفم في أمريكا الشمالية دون الحاجة لأخذ إذن من طبيب الأسنان وتوفير العلاجات البسيطة أيضًا عند غياب طبيب الأسنان.

### كندا

#### كولومبيا البريطانية
1995 - يجب أن يكون المريض خاضعًا لفحص يجريه طبيب الأسنان قبل أو خلال الـ 365 يومًا لكي يُسمح لاختصاصي صحة الأسنان بمعالجته.
2012 – عفى القانون الجديد من قاعدة الـ 365 يومًا إذا سجل اختصاصيي صحة الأسنان تسجيلًا كاملًا.

#### ألبرتا
2006 – يقدم اختصاصي صحة الأسنان خدماتهم في مراكز مستقلة دون الحاجة لطبيب أسنان.

#### مانيتوبا
2008 – لا يحتاج اختصاصيو صحة الأسنان إلى إشراف طبيب الأسنان إذا مارس الاختصاصي مهنته لأكثر من 3000 ساعة ولم تواجهه حالة طبية معقدة.

#### أونتاريو
2007 – يمكن لاختصاصي صحة الأسنان المسجل في أونتاريو أن يمارس المهنة بشكل مستقل إذا وافقت عليهم كلية صحة الأسنان في أونتاريو.